# Castello di Ouchy
Il castello di Ouchy (in francese Château d'Ouchy)  è un hotel costruito sul sito di un antico castello.  Si trova a Losanna, nel canton Vaud, Svizzera. Si tratta di un bene culturale d'importanza nazionale, la cui costruzione iniziò nel XII secolo per diventare residenza vescovile. La ricostruzione in stile neogotico del XIX secolo e la sua trasformazione in albergo si deve a Jean-Jacques Mercier che, ad eccezione della torre medievale, fece demolire le rovine e affidò il progetto all'architetto Francis Isoz che realizzò l'opera tra il 1889 e il 1893.